# Zenith Insurance Company
Die Zenith Insurance Company, teilweise einfach The Zenith genannt, ist ein US-amerikanisches Versicherungsunternehmen mit Sitz in Woodland Hills, Los Angeles. Das auf Workers' Compensation, d. h. eine gesetzlich vorgeschriebene, jedoch privatwirtschaftlich organisierte Unfall- und Kranken-Pflichtversicherung, spezialisierte Unternehmen wurde 2010 über die in Delaware ansässige Muttergesellschaft Zenith National Insurance  von Fairfax Financial übernommen.

## Geschichte und Hintergrund
Die Zenith Insurance Company wurde 1949 gegründet. 1971 wurde die Zenith National Insurance mit Sitz in Delaware als Holding für einen Börsengang gegründet, neben der Zenith Insurance Company wurden die in der Sachversicherung engagierten ZNAT Insurance Company und Zenith Star Insurance Company neben weiteren Vermögensverwaltungsaktivitäten dabei eingegliedert. In der Folge war diese eine der ersten am Nasdaq gelisteten Unternehmen. Während die Holding in Delaware angesiedelt war, verblieb die Organisation der Versicherungsaktivitäten in Kalifornien. Später war die Holding unter dem Kürzel ZNT an der New York Stock Exchange gelistet.
Im Frühjahr 2010 machte Fairfax Financial, das zu diesem Zeitpunkt bereits 8 % der Anteile an Zenith National Insurance hielt, ein Übernahmeangebot für die Versicherungsgruppe in Höhe von 36 USD pro Aktie (heute ca. 47 USD). Dies bedeutete einen Kaufpreis von 1,4 Mrd. USD (heute ca. 1,7 Mrd. USD). Zu diesem Zeitpunkt hatte die Zenith Insurance Company, als in über 40 Bundesstaaten der Vereinigten Staaten zum Abschluss von Workers'-Compensation-Policen zugelassenes Versicherungsunternehmen, Prämien in Höhe von 605,6 Millionen USD (heute ca. 752,6 Mio. USD) erwirtschaftet.  Dabei verzeichnete das Unternehmen seine größten Anteil am Gesamtgeschäft neben dem Heimatstaat Kalifornien in Florida.
Zusammen mit der Tochterfirma ZNAT verzeichnete die Zenith Insurance Company im Geschäftsjahr 2021 711,1 Mio. USD (heute ca. 711,1 Mio. USD) Prämieneinnahmen.